# غريغوريو ليتي
غريغوريو ليتي (29 مايو 1630– 9 يونيو 1701) هو مؤرخ وهجّاء إيطالي من ميلانو الذي كان يكتب أحيانًا تحت الاسم المستعار القس غوالدي أو غوالديوس المعروف بكتاباته حول الكنيسة الرومانية الكاثوليكية خاصة البابوية. أُدرجت كل منشورات ليتي في دليل الكتب المحرمة.